# مارک مادرزبا
مارک مادرزبا (انگلیسی: Mark Mothersbaugh) (زاده ۱۸ مه ۱۹۵۰) آهنگساز، موسیقی‌دان و خواننده اهل ایالات متحده آمریکا است.

## فیلم‌شناسی
- آخرین وگاس
- آوازخوان حرفه‌ای ۲
- ابری با احتمال بارش کوفته قلقلی
- ابری با احتمال بارش کوفته قلقلی ۲
- استتار
- امن
- به کالینوود خوش‌آمدی
- تعطیلات
- خانواده اشرافی تننبام
- خیابان جامپ شماره ۲۱
- خیابان جامپ شماره ۲۲
- راشمور
- رامونا و بیزوس
- رشک
- زندگی در آب با استیو زیسو
- سپید بزرگ
- سیزده
- شام آخر
- فیلم لگو
- آسفالت ۶: آدرنالین
- ماجراهای راکی و بولوینکل
- وقتی حامله هستی باید منتظر چه چیزی باشی
- هتل ترانسیلوانیا
- هتل ترانسیلوانیا ۲
- هربی پرواز می‌کند
- بچه‌ننه
- خواهری پسران
- ثور: رگناروک